# السيد هيساج
السيد هيساج (بالألبانية: Elseid Hysaj‏) (مواليد 2 فبراير 1994 في شقودرة) هو لاعب كرة قدم ألباني يلعب مع نادي نابولي كمدافع. مثّل منتخب ألبانيا لكرة القدم.

## الإنجازات

### النادي
إمبولي
- الدوري الإيطالي الدرجة الثانية الوصيف: 2013–2014

## روابط خارجية
- السيد هيساج على موقع الاتحاد الدولي (مؤرشف)  (الإنجليزية)
- السيد هيساج على موقع الاتحاد الأوربي (الإنجليزية)
- السيد هيساج على موقع قاعدة بيانات كرة القدم.إي يو (الإنجليزية)
- السيد هيساج على موقع ناشيونال فوتبول تيمز (الإنجليزية)
- السيد هيساج على موقع Soccerbase.com (لاعب) (الإنجليزية)
- السيد هيساج على موقع Soccerway.com (الإنجليزية)
- السيد هيساج على موقع عالم كرة القدم.نت (الإنجليزية)
- السيد هيساج على موقع كووورة
- السيد هيساج على موقع AS.com (الإسبانية)
- السيد هيساج – سجل منافسات اليويفا